# Oreodicastes
Oreodicastes is een geslacht van kevers uit de familie van de loopkevers (Carabidae). De wetenschappelijke naam van het geslacht is voor het eerst geldig gepubliceerd in 1905 door Maindron.

## Soorten
Het geslacht Oreodicastes omvat de volgende soorten:
- Oreodicastes aeacus Shpeley & Ball, 2000
- Oreodicastes gounellei Maindron, 1906
- Oreodicastes minos Shpeley & Ball, 2000
- Oreodicastes rhadamanthus Shpeley & Ball, 2000
- Oreodicastes subcyanea (Chaudoir, 1843)
- Oreodicastes virginia Shpeley & Ball, 2001
- Oreodicastes zikani Shpeley & Ball, 2001